# Kalandra szara
Kalandra szara, skowronek kalandra (Melanocorypha calandra) – gatunek małego ptaka z rodziny skowronków (Alaudidae). 

## Zasięg występowania
Występuje w południowej i południowo-wschodniej Europie, w północnej Afryce i w zachodniej Azji. Zalatuje do Europy zachodniej, środkowej, a nawet północnej. 
Do Polski zalatywał wyjątkowo w XIX wieku (dwa pewne stwierdzenia – w 1811 i 1878 roku w okolicach Jeleniej Góry). Ponowne stwierdzenie miało miejsce w marcu 2021 roku w okolicach Beska.
Wyróżnia się cztery podgatunki M. calandra:
- Melanocorypha calandra calandra – południowa Europa i północno-zachodnia Afryka aż po Turcję, Kaukaz Południowy i północno-zachodni Iran
- Melanocorypha calandra psammochroa – północny Irak i północny Iran po Turkmenistan i Kazachstan; część populacji migruje na niewielkie odległości na zimowiska położone po południowy Iran
- Melanocorypha calandra gaza – wschodnia Syria i południowo-wschodnia Turcja po południowo-zachodni Iran
- Melanocorypha calandra hebraica – południowo-środkowa Turcja i północno-zachodnia Syria po Izrael i zachodnią Jordanię

## Morfologia
Długość ciała 18–20 cm; masa ciała: samce około 54–73 g, samice 44–66 g. Szeroki biały pasek na tylnym brzegu skrzydła i dwie duże czarne łatki po bokach szyi. Masywny dziób.

## Biologia i ekologia
Biotop
Żyje na otwartych stepach lub terenach uprawnych.
Głos
Odzywa się suchym, skwierczącym lub trelującym kcirryk, śpiewa podobnie jak skowronek w wysokim locie, lecz nieco wolniej.
Rozmnażanie

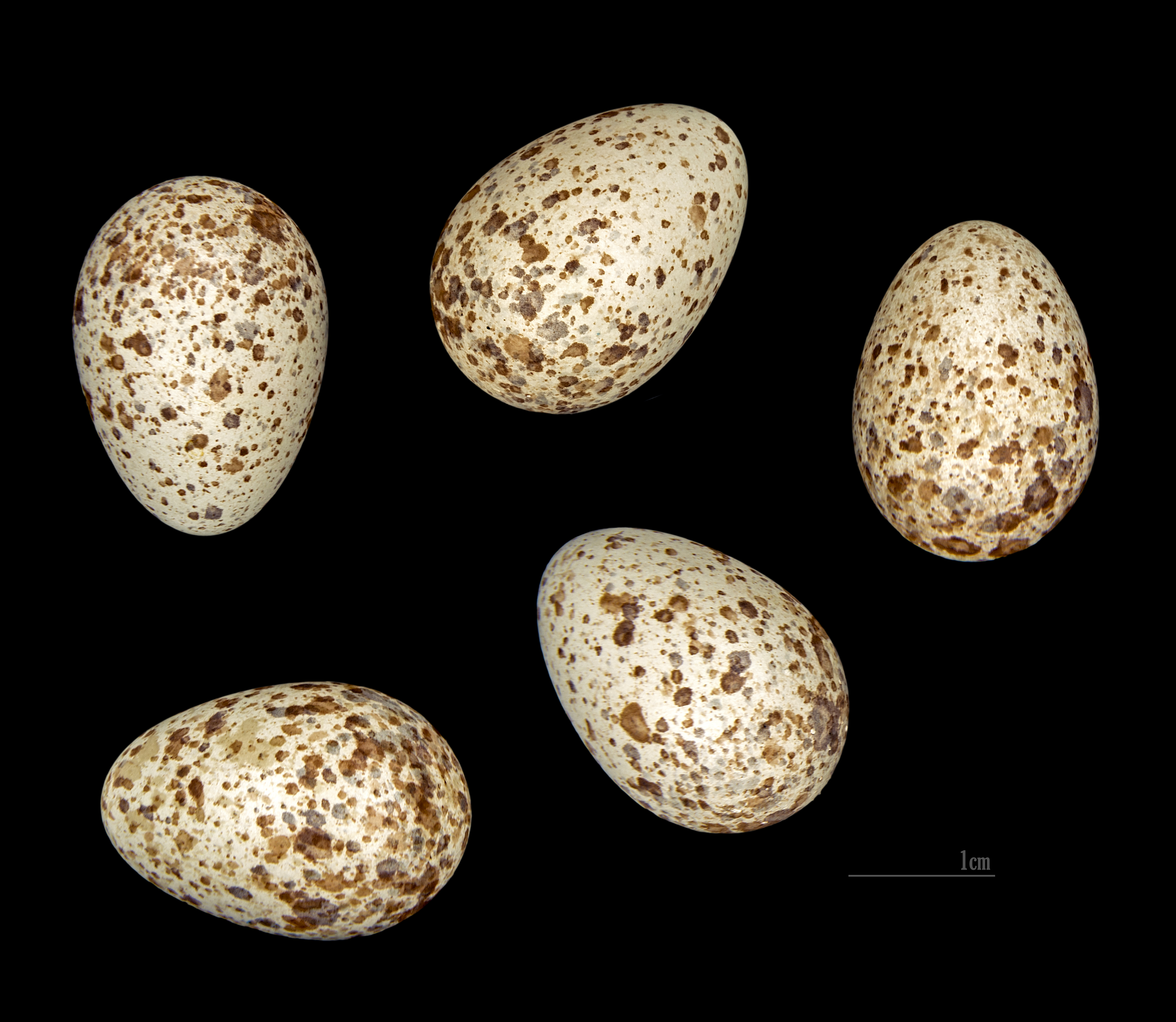
Jaja z kolekcji muzealnej

Wyprowadza dwa lęgi w sezonie. Gniazdo ulepione z trawy, schowane wśród roślin na ziemi. Samica składa 4 do 7 jaj.
Pożywienie
Penetruje podłoże w poszukiwaniu nasion, pędów i owadów.

## Status i ochrona
Międzynarodowa Unia Ochrony Przyrody (IUCN) uznaje kalandrę szarą za gatunek najmniejszej troski (LC – Least Concern) nieprzerwanie od 1988 roku. Liczebność światowej populacji, obliczona w oparciu o szacunki organizacji BirdLife International dla Europy z 2015 roku, mieści się w przedziale 45–100 milionów dorosłych osobników. Ogólny trend liczebności populacji uznawany jest za spadkowy.
Na terenie Polski gatunek ten jest objęty ścisłą ochroną gatunkową.